# ریشیت
ریشیت (عبری: רשת‎) شرکت رسانه‌ای اسرائیلی است، که در سال ۱۹۹۳ تأسیس شد.